# Mark Skousen
Mark Skousen (San Diego, 1947) è un economista e scrittore statunitense, analista finanziario, editore e docente universitario.

## Infanzia e famiglia
Nato nel 1947 a San Diego e cresciuto a Portland, ha vissuto in 8 diversi paesi e ha viaggiato in tutto gli Stati Uniti e in molte altre parti del mondo. Skousen, sua moglie Jo Ann e i loro 5 figli hanno vissuto a Washington, Nassau, Londra, Orlando e New York. Ha due fratelli maggiori, Joel e Royal Skousen, mentre suo zio Cleon Skousen è un famoso autore conservatore statunitense.

## Carriera
Skousen è stato analista economico per la CIA dal 1972 al 1975. Successivamente è stato consulente per IBM, Hutchinson Technology e altre importanti compagnie statunitensi. È stato editorialista di Forbes dal 1997 al 2001 ed ha pubblicati diversi articoli su questioni finanziarie ed economiche su importanti quotidiani internazionali quali The Wall Street Journal e The Journal of Economic Perspectives e su riviste libertarie molto rinomate come Reason, Liberty e The Freeman.

### Editore diNewsletter
Skousen è editore di Forecasts & Strategies, rivista finanziaria da lui stesso fondata nel 1980. Nel 2005 è diventato il direttore di Investment U, una delle più importanti agenzie di analisi di investimenti del paese, con oltre 300.000 iscritti. Ha anche altre tre agenzie di trader: Skousen Hedge Fund Trader, High Income Alert e Turnaround Trader.
Skousen è anche editore della newsletter settimanale The Worldly Philosophers, newsletter che hanno lo scopo di creare dibattiti intorno ai modi di pensare, agli scritti e ai pensieri di importanti personaggi della storia, tra i quali troviamo: Jean Paul Getty, John Pierpont Morgan, John Maynard Keynes, Andrew Carnegie, Re Salomone e molti altri. Molte delle informazioni che si possono trovare in queste newsletter provengono direttamente dalla libreria personale di Skousen.

### Libri scritti e commentati
Tra i best seller finanziari di Skousen troviamo: High Finance on a Low Budget (1981), The Complete Guide to Financial Privacy (1983), Economics on Trial (1991), Scrooge Investing (1995), Economic Logic (2000), The Making of Modern Economics (2001), Vienna and Chicago, Friends or Foes? (2005), The Big Three in Economics (2006). Ha anche completato e commentato The Completed Autobiography by Benjamin Franklin (2005) (Skousen è un lontano discendente di Benjamin Franklin).
Molti suoi libri sono stati tradotti in diverse lingue. The Making of Modern Economics è stato tradotto in cinese, spagnolo, turco e mongolo.

## Posizioni politiche ed economiche
Mark Skousen è un difensore delle teorie della scuola austriaca. In linea con i dettami della scuola economica di riferimento, Skousen, considera l'economia intrinsecamente legata alle motivazioni e alle azioni umane, sostiene un sempre più ampio libero mercato e un governo sempre meno influente e pesante nell'economia e negli affari personali (vedi Stato minimo). La sua strenua difesa di questi concetti hanno causato la sua alta visibilità all'interno del mondo libertario americano e non solo. È il fondatore del FreedomFest, un raduno annuale di tutti i movimenti libertari del mondo a Las Vegas.

## Attività politiche ed economiche

### FreedomFest
FreedomFest è un festival che si svolge annualmente dove si incontrarono molti libertari di tutto il mondo per celebrare "great books, great ideas, and great thinkers" ("grandi libri, grandi idee e grandi pensatori") dell'ambito libertario. Questa associazione è totalmente indipendente, non è affiliata a nessun partito e a nessun think tank. Fondato nel 2002 da Skousen, questo festival riunisce autori ed esperti di filosofia, storia, scienza, tecnologia, geopolitica, economia e di arte di tutto il mondo per parlare di strategie, sviluppare le proprie idee e "celebrare" la libertà. Nonostante la natura non-partitica è aperto ad ambo le parti politiche, con una netta, ed ovvia, predominanza dei settori politica vicino al libertarismo. A questa manifestazione hanno partecipato anche personaggi importanti, tra i quali spiccano John Mackey, presidente del Whole Foods Markets, il professore Arthur Laffer, il vincitore del premio Nobel del 2006, Muhammad Yunus, il filosofo libertario Nathaniel Branden, lo scrittore Nassim Taleb e Michael Shermer, editorialista del Scientific American.

### Free Market Hall of Fame
Al FreedomFest del 2007 Skousen ha annunciato la creazione del Free Market Hall of Fame, dove chiunque potrà votare la sua preferenza per un economista di libero mercato, un giornalista, un uomo business, un politico e un think tank. La prima cerimonia del FMHF avverrà in occasione del FreedomFest del 2008, tra il 9 e il 12 luglio, a Las Vegas.

### Presidenza del FEE
Tra il 2001 e il 2002 Skousen è stato presidente della Foundation for Economic Education, un think tank con sede a New York, che ha nel libero mercato il suo cavallo di battaglia. Durante la sua presidenza ha stabilito la prima conferenza nazionale del FEE, ha introdotto il Premio Leonard E. Read e la borsa di studio intitolata a James U. Blanchard III.
L'esperienza come presidente del FEE durò molto poco per la controversia che vide protagonista lo stesso Skousen e che rese necessarie le sue dimissioni a fine 2001. L'evento che causò le sue dimissioni fu il suo invito, in occasione del FEE Liberty Banquet, del sindaco di New York, Rudolph Giuliani. Giuliani era infatti molto impopolare in quell'ambiente, data l'alta presenza di libertari.

### Conoscenze importanti
La statura da un punto di vista economico, finanziario ed editoriale ha permesso a Skousen di entrare in contatto con figure molto importanti del mondo politico, accademico e mediatico statunitense e non solo. ha avuto interviste, e a volte discussioni, con personaggi noti, come George W. Bush, durante la vittoriosa campagna presidenziale del 2000 (al tempo era governatore del Texas), l'ex primo ministro del Regno Unito Margaret Thatcher, il vicepresidente degli Stati Uniti sotto George H. W. Bush, Dan Quayle, l'attore-attivista Charlton Heston, il filantropista David Rockefeller, nonché diversi economisti, tra i quali Milton Friedman, Friedrich von Hayek, Peter Drucker e Louis Rukeyser. Nell'ottobre del 1996 avvenne l'incontro politico forse più insolito della vita di Skousen. L'incontro avvenne a San Diego con l'allora presidente degli Stati Uniti Bill Clinton; entrambi facevano jogging (ovviamente Clinton "accompagnato" dai Servizi Segreti) e parlarono per circa mezz'ora di temi inerenti alla politica economica.

### Apparizioni pubbliche e mediatiche
Skousen è molto popolare in ambito finanziario ed è stato ricercato per presiedere le conferenze delle più importanti agenzie di investimenti finanziari del mondo, tra le quali troviamo Money Shows, New Orleans Investment Conference, Investment U ed Oxford Club. ha anche presieduto diverse conferenze di importanti think tank statunitensi, come il Cato Institute e Cascade Policy Institute. È anche intervenuto in diverse università americane, incluse Harvard University, University of California, Stanford University e University of Chicago.
Skousen è anche apparso in diverse trasmissioni televisive dei network americani più importanti, come ABC, CNBC, CNN, Fox News e C-SPAN.

## Carriera accademica
Skousen ha insegnato economia e finanza alla Columbia Business School, Columbia University e Rollins College. Nell'aprile del 2005 la Grantham University ha onorato Skousen trasformando la School of Business in "The Mark Skousen School of Business", e nel 2006 è stato nominato ha ottenuto la "Benjamin Franklin Chair of Management" alla stessa università. Ha ottenuto il suo BA e il suo MA in economia alla Brigham Young University e nel 1977 ha ottenuto il Ph.D. in economia e storia monetaria alla George Washington University.

## Opere e scritti

### Libri accademici
- The Structure of Production, 1990
- Economics on Trial, 1991
- Dissent on Keynes, 1992
- Puzzles and Paradoxes in Economics, 1997
- Economic Logic, 2000
- The Making of Modern Economics, 2001
- The Power of Economic Thinking, 2002
- Vienna and Chicago: Friends or Foes? A Tale of Two Schools of Free-Market Economics, 2005
- The Compleated Autobiography by Benjamin Franklin, 2006
- The Big Three in Economics, 2007

### Libri di finanza
- The Complete Guide to Financial Privacy, 1982
- The Investor's Bible: Mark Skousen's Principles of Investment, 1992
- High Finance on a Low Budget, 1993
- Secrets of the Great Investors, 1997
- The New Scrooge Investing, 2000
- Investing in One Lesson, 2007

### Articoli accademici
- Saving the Depression: A New Look at World War II. Review of Austrian Economics, 1987
- A Review of the New Palgrave. Review of Austrian Economics, 1988
- GO Beyond GDP: Introducing a New National Income Statistic
- What Drives the Economy: Consumer Spending or Saving/Investment? Using GDP, Gross Output and Other National Income Statistics to Determine Economic Performance. Backgrounder, 2004

### Articoli in volumi editati
- The Great Depression. The Elgar Companion to Austrian Economics, ed. Peter J. Boettke, 1994
- Financial Economics. The Elgar Companion to Austrian Economics, ed. Peter J. Boettke, 1994
- Say's Law, Growth Theory, and Supply Side Economics. Two Hundred Years of Say's Law, ed. Steven Kates, 2003